# Мохаммедія
Мохаммеді́я (араб. المحمدية; бербер. ⴼⴹⴰⵍⴰ) — портове місто на західному узбережжі Марокко в регіоні Касабланка — Сеттат. Місто є центром марокканської нафтової промисловості через розташування в ньому найважливішого нафтопереробного заводу країни — Самірського НПЗ. У місті також працює ТЕС. Населення за переписом 2014 року становить 208 612 осіб. 

## Назва
Гавань, на якій розташоване місто, спочатку називалася Федала (араб. فضالة). Ця назва походить від арабських слів Фадл Аллах (араб. فضل الله), що означає "милість Божа". 
Федалу було перейменовано на Мохаммедію 25 червня 1960 року на честь короля Мохаммеда V, відновителя незалежності Марокко, з нагоди закладення першого каменю Самірського нафтопереробного заводу.

## Історія
У доколоніальний період конкуренція між західними державами за володарювання Африкою грала провідну роль у злитті інтересів європейців щодо портів Марокко. У регіоні Федала німецька сім'я Маннесманн придбала значну землю.
Договір від 4 листопада 1911 р. між Францією та Німеччиною про поділ Африки змусив родину Маннесманн відмовитись від земель, якими вони володіли. Ця місцевість була цінна для створення у ній великого порту за низькою вартістю.
Приморське місто зрештою було сформоване в 1925 році, а Еспланада була побудована в 1938 році. Будівництво морської лінії в 1951 році зробило тодішню Федалу першим і найсучаснішим нафтовим портом у Північній Африці.
Армія США вторглася до Федали 8 листопада 1942 року в рамках операції «Смолоскип». Вторгнення було здійснено групою атакуючих центрів Західної оперативної групи, яка висадилася на атлантичному узбережжі Марокко о 4 ранку.
Після перейменування міста у 1960 році воно стало одночасно приморським курортом і виробничим центром.
Сьогоді Мохаммедія містить клуб для гольфу та тенісу, казино та багато інших видів діяльності. До того ж її часто називають містом «квітів та спорту».

## Географія
Мохаммедія лежить між витоками річок Уед Ель-Мале і Уед Нфіфіх уздовж Атлантичного океану за 24 км на північний схід від Касабланки. 

### Клімат
За класифікацією кліматів Кеппена, Мохаммедія має середземноморський клімат зі спекотним літом (Csa). Пом’якшувальна дія Атлантичного океану значно впливає на клімат міста. Мохаммедія протягом усього року має достатньо сонячного сяйва. 
| Клімат Мохаммедії     | Клімат Мохаммедії | Клімат Мохаммедії | Клімат Мохаммедії | Клімат Мохаммедії | Клімат Мохаммедії | Клімат Мохаммедії | Клімат Мохаммедії | Клімат Мохаммедії | Клімат Мохаммедії | Клімат Мохаммедії | Клімат Мохаммедії | Клімат Мохаммедії | Клімат Мохаммедії |
| Показник              | Січ.              | Лют.              | Бер.              | Квіт.             | Трав.             | Черв.             | Лип.              | Серп.             | Вер.              | Жовт.             | Лист.             | Груд.             |                   |
| Середній максимум, °C | 17                | 18                | 19                | 20                | 22                | 24                | 26                | 26                | 26                | 24                | 21                | 18                |                   |
| Середній мінімум, °C  | 8                 | 9                 | 11                | 12                | 15                | 18                | 20                | 20                | 19                | 16                | 13                | 10                |                   |
| Норма опадів, мм      | 64                | 59                | 52                | 43                | 20                | 6                 | 1                 | 1                 | 4                 | 30                | 77                | 75                |                   |
| --------------------- | ----------------- | ----------------- | ----------------- | ----------------- | ----------------- | ----------------- | ----------------- | ----------------- | ----------------- | ----------------- | ----------------- | ----------------- | ----------------- |

## Міста-побратими
- Ghent, Belgium since 1982[6]
- Ез-Завія, Лівія
- Перпіньян, Франція
- Belfort, Франція
- Дре, Ер і Луар, Франція
- Ногінськ, Росія[7]
- Цзян'інь, Китай[8]